# Хили, Тимоти
Ти́моти Майкл Хи́ли (ирл. Tadhg Ó hÉalaighthe, англ. Timothy Michael Healy; 17 мая 1855[…], Бантри, Манстер — 26 марта 1931[…], Дублин) — ирландский государственный и политический деятель, журналист, адвокат и барристер. Первый глава и генерал-губернатор Ирландского Свободного государства в 1922—1928 годах.

## Семья
Он родился в Бантри, будучи вторым сыном Мориса Хили, клерка Союза Закона о бедных Бантри, и Элизы Хили (Салливан). Его старший брат Томас Хили (1854—1924) был поверенным и Членом парламента Северного Уэксфорда, а его младший брат Морис Хили (1859—1923) поверенный и член парламента Корка.
Его далёкие предки, которые потеряли все свои земли из-за того, что были католиками. Тимоти получил образование в христианской школе в Fermoy.

## Молодость
После переезда в Англию, в 1871 он нашёл работу в North Eastern Railway Company в Ньюкасл-эпон-Тайн. Там он стал сторонником самоуправления Ирландии. После отъезда в Лондон в 1878 г. Хили работал клерком на фабрике, принадлежавшей его родственнику, затем работал парламентским корреспондентом для газеты Nation, принадлежавшей его дяде.

## Политическая карьера
В парламенте Хили произвел впечатление применением чистого интеллекта и усердия. К середине 1880-х Хили уже приобрел репутацию грубости тона. Он женился на своей кузине Элизе Салливан в 1882, у них было три дочери и три сына, и он наслаждался счастливой семейной жизнью.
Вызванный депрессией в ценах молочной продукции и рогатого скота к середине 1880 г. много фермеров-арендаторов, неспособных заплатить их арендные платы, остались под угрозой выселения. Хили разработал стратегию, чтобы обеспечить сокращение арендной платы.

## Генерал-губернатор
В 1922, когда на заседании Временного правительства Ирландии Уильям Косгрейв предложил английскому королю Георгу V Виндзору кандидатуру Хили на пост генерал-губернатора государства, в соответствии с англо-ирландским соглашением 1921 года. Конституция была принята в декабре 1922. Хили был дядей Кевина О’Хиггинса, Министра юстиции Ирландского Свободного государства.
Первоначально ирландское правительство Косгрейва хотело поселить Хили в новом небольшом доме, но сталкиваясь с угрозами от ИРА, он был временно заселён в дом, где до этого проживал лорд-наместник, прежний представитель короны до 1922 года.
Хили заработал репутацию способного Генерал-губернатора, обладая хорошими политическими навыками и контактами в Великобритании, в которых первое время испытывало недостаток новое ирландское правительство.
Он имел доступ ко всем секретным государственным документам. Если вначале он полноценно представлял монарха Великобритании, то к коцу правления его должность стала церемониальной и формальной.
Хили думал, что будет Генерал-губернатором всю жизнь, но в 1927 правительство Ирландии установило максимальный срок пребывания в должности Генерал-губернатора — 5 лет. В результате этого Хили в январе 1928 г. ушёл из политики. Годом ранее умерла его жена. Также в 1928 г. он издал мемуары.
Он умер 26 марта 1931, в возрасте 75 лет.